# Confederació Africana de Futbol
La Confederació Africana de Futbol (CAF) (en anglès Confederation of African Football i en francès Confédération Africaine de Football) és l'òrgan encarregat de dirigir el futbol a l'Àfrica i d'organitzar les principals competicions del continent, com la Copa d'Àfrica de Futbol per a nacions o les diverses competicions de clubs campions africans. També atorga anualment el trofeu Futbolista africà de l'any al millor jugador africà de futbol.
Fou creada l'any 1957. Des de l'any 1970 les seves seleccions obtenen places per a disputar el Mundial de futbol, tot i que Egipte ja hi participà el 1934. Possiblement, el major problema que hagué d'afrontar fou l'exclusió de Sud-àfrica de l'organisme, metre aquesta nació mantingué la seva política racista d'apartheid.

## Membres i Federacions Regionals de la CAF
La CAF es divideix en cinc federacions regionals: la Unió de Federacions de Futbol del Nord d'Àfrica, el Consell de les Associacions de Futbol de l'Àfrica Oriental i Central, la Unió de les Federacions de Futbol de l'Àfrica Central, la Unió de Futbol de l'Àfrica Occidental, i el Consell de les Associacions de Futbol de l'Àfrica del Sud. Hi ha 56 membres.
| Nom curt    | Federacions                                                          | Creació |
| ----------- | -------------------------------------------------------------------- | ------- |
| UNAF        | Unió de Federacions de Futbol del Nord d'Àfrica                      | 2005    |
| CECAFA      | Consell de les Associacions de Futbol de l'Àfrica Oriental i Central | 1926    |
| UNIFFAC     | Unió de les Federacions de Futbol de l'Àfrica Central                | 1959    |
| WAFU / UFOA | Unió de Futbol de l'Àfrica Occidental                                | 1972    |
| COSAFA      | Consell de les Associacions de Futbol de l'Àfrica del Sud            | 1992    |

## Classificats de la CAF per als diversos Mundials
Tretze dels 56 membres de la CAF s'han classificat per a la Copa del Món.
Llegenda
- 1r  – Campió
- 2n  – Subcampió
- 3r  – Tercer lloc
- 4t  – Quart lloc
- QF – Quarts de Final
- R1 – Ronda 1
- R2 – Ronda 2
- FG – Fase de grups
- • — No es va classificar
- ×  — No va entrar / es va retirar / Prohibit
- — Amfitrions

| Equip                           | 1930 (13)            | 1934 (16)            | 1938 (15)            | 1950 (13)            | 1954 (16)            | 1958 (16)            | 1962 (16)        | 1966 (16)        | 1970 (16)        | 1974 (16)        | 1978 (16)        | 1982 (24) | 1986 (24) | 1990 (24) | 1994 (24) | 1998 (32) | 2002 (32) | 2006 (32) | 2010 (32) | 2014 (32) | 2018 (32) | 2022 (32) | 2026 (48) | Total |
| ------------------------------- | -------------------- | -------------------- | -------------------- | -------------------- | -------------------- | -------------------- | ---------------- | ---------------- | ---------------- | ---------------- | ---------------- | --------- | --------- | --------- | --------- | --------- | --------- | --------- | --------- | --------- | --------- | --------- | --------- | ----- |
| Algèria                         | Part de França       | Part de França       | Part de França       | Part de França       | Part de França       | Part de França       | Part de França   | ×                | •                | •                | •                | R1 13th   | R1 22è    | •         | •         | •         | •         | •         | R1 28è    | R2 14è    | •         |           |           | 4/13  |
| Angola                          | Part de Portugal     | Part de Portugal     | Part de Portugal     | Part de Portugal     | Part de Portugal     | Part de Portugal     | Part de Portugal | Part de Portugal | Part de Portugal | Part de Portugal | Part de Portugal | ×         | •         | •         | •         | •         | •         | R1 23è    | •         | •         | •         |           |           | 1/9   |
| Camerun                         | Part de França       | Part de França       | Part de França       | Part de França       | Part de França       | Part de França       | ×                | ×                | •                | •                | •                | R1 17è    | •         | QF 7è     | R1 22è    | R1 25è    | R1 20è    | •         | R1 31è    | R1 32è    | •         |           |           | 7/13  |
| República Democràtica del Congo | Part de Bèlgica      | Part de Bèlgica      | Part de Bèlgica      | Part de Bèlgica      | Part de Bèlgica      | Part de Bèlgica      |                  | ×                | ×                | R1 16è           | ×                | •         | •         | •         | •         | •         | •         | •         | •         | •         | •         |           |           | 1/11  |
| Egipte                          | ×                    | R1 13è               | ×                    | ×                    | •                    | ×                    | ×                | ×                | ×                | •                | •                | •         | •         | R1 20è    | •         | •         | •         | •         | •         | •         | R1 31è    |           |           | 3/14  |
| Ghana                           | Part del Regne Unit  | Part del Regne Unit  | Part del Regne Unit  | Part del Regne Unit  | Part del Regne Unit  | ×                    | •                | ×                | •                | •                | •                | ×         | •         | •         | •         | •         | •         | R2 13è    | QF 7è     | R1 25è    | •         |           |           | 3/13  |
| Costa d'Ivori                   | Part de França       | Part de França       | Part de França       | Part de França       | Part de França       | Part de França       | ×                | ×                | ×                | •                | •                | ×         | •         | •         | •         | •         | •         | R1 19è    | R1 17è    | R1 21è    | •         |           |           | 3/11  |
| Marroc                          | Part de França       | Part de França       | Part de França       | Part de França       | Part de França       |                      | •                | ×                | R1 14è           | •                | •                | •         | R2 11è    | •         | R1 23è    | R1 18è    | •         | •         | •         | •         | R1 27è    |           |           | 5/14  |
| Nigèria                         | Part del Regne Unit' | Part del Regne Unit' | Part del Regne Unit' | Part del Regne Unit' | Part del Regne Unit' | Part del Regne Unit' | •                | ×                | •                | •                | •                | •         | •         | •         | R2 9è     | R2 12è    | R1 27è    | •         | R1 27è    | R2 16è    | R1 21è    |           |           | 6/14  |
| Senegal                         | Part de França       | Part de França       | Part de França       | Part de França       | Part de França       | Part de França       | ×                | ×                | •                | •                | •                | •         | •         | ×         | •         | •         | QF 7è     | •         | •         | •         | R1 17è    |           |           | 2/11  |
| Sud-àfrica                      |                      |                      |                      |                      | ×                    | ×                    | ×                | ×                | ×                | ×                | ×                | ×         | ×         | ×         | •         | R1 24è    | R1 17è    | •         | R1 20è    | •         | •         |           |           | 3/7   |
| Togo                            | Part de França       | Part de França       | Part de França       | Part de França       | Part de França       | Part de França       | ×                | ×                | ×                | •                | •                | •         | ×         | ×         | •         | •         | •         | R1 30è    | •         | •         | •         |           |           | 1/10  |
| Tunísia                         | Part de França       | Part de França       | Part de França       | Part de França       | Part de França       |                      | •                | ×                | •                | •                | R1 9è            | •         | •         | •         | •         | R1 26è    | R1 29è    | R1 24è    | •         | •         | R1 24è    |           |           | 5/14  |
| Total                           | 0                    | 1                    | 0                    | 0                    | 0                    | 0                    | 0                | 0                | 1                | 1                | 1                | 2         | 2         | 2         | 3         | 5         | 5         | 5         | 6         | 5         | 5         | 5         | TBD       | 44    |